# دليوم حقيقي
الدليوم الحقيقي أو الدليوم (الاسم العلمي: Eudolium) هو جنس من الرخويات يتبع الفصيلة الطنية من رتبة الصدفيات الماصة